# أوقستي نيكولا
أوقستي نيكولا (بالفرنسية: Auguste Nicolas)‏ هو قاضي وكاتب ومؤلف فرنسي، ولد في 6 يناير 1807 في بوردو في فرنسا، وتوفي في 18 يناير 1888 في فرساي في فرنسا.